# Brooksby
Brooksby – wieś w Anglii, w hrabstwie Leicestershire, w dystrykcie Melton, w civil parish Hoby with Rotherby. Leży 15 km na północny wschód od miasta Leicester i 149 km na północny zachód od Londynu. W 1931 roku civil parish liczyła 69 mieszkańców. Brooksby jest wspomniana w Domesday Book (1086) jako Brochesbi.